# John Forfar
John Oldroyd Forfar (ur. 16 listopada 1916 w Glasgow, zm. 14 sierpnia 2013 w Edynburgu) – brytyjski lekarz, pediatra, profesor Uniwersytetu Edynburskiego, weteran II wojny światowej.

## Życiorys
Ukończył Perth Academy oraz studia medyczne na University of St Andrews. W 1942 roku został powołany w skład Royal Army Medical Corps w stopniu kapitana i, po okresie służby w 11 szpitalu polowym oraz odbyciu treningu commando, przydzielony jako oficer medyczny do 47 (Royal Marine) Commando. Podczas lądowania w Normandii uczestniczył w zajęciu Port-en-Bessin i za swe czyny wymieniony w raporcie. Brał udział w kolejnych akcjach 47 (RM) Commando, włącznie ze zdobyciem Walcheren. 3 listopada 1944 roku wyróżnił się ratując rannych pod ogniem nieprzyjacielskim, za co został odznaczony Military Cross.
Po zakończeniu wojny powrócił do pracy jako lekarz cywilny, specjalizując się w pediatrii. Doktorat uzyskał w 1958 roku. Od lat 50. był związany z Uniwersytetem Edynburskim, w którym w 1964 roku objął stanowisko profesora. Jego dorobek naukowy obejmuje ponad 150 publikacji. Był współautorem podstawowego i wielokrotnie wznawianego brytyjskiego podręcznika pediatrii: Forfar and Arneil's Textbook of Pediatrics (1973, wydanie siódme 2008). Przyczynił się do rozwoju opieki neonatologicznej w Wielkiej Brytanii, a także w Arabii Saudyjskiej, gdzie prowadził kursy pediatryczne. Był współzałożycielem, a później honorowym członkiem Neonatal Society. W latach 1985–1988 był prezydentem British Paediatric Association. Był także członkiem Royal Society of Edinburgh.
Na emeryturze zaangażował się w działalność organizacji weteranów 47 (RM) Commando, był autorem książek: From Omaha to the Scheldt: The story of 47 Royal Marine Commando (2000), wyróżnionej w 2005 roku nagrodą Royal Marine Historical Society, oraz From Gold to Omaha – The Battle for Port-en-Bessin 6-8 June 1944 (2009). W 2009 roku został uhonorowany nazwaniem jego imieniem alei w Port-en-Bessin-Huppain.
Żonaty z Isobel Fernback, miał dwóch synów i córkę.